# Claudine Longet
Claudine Longet (Parigi, 29 gennaio 1942) è un'attrice, cantante ed ex ballerina francese, popolare negli Stati Uniti fra gli anni sessanta e settanta.

## Biografia

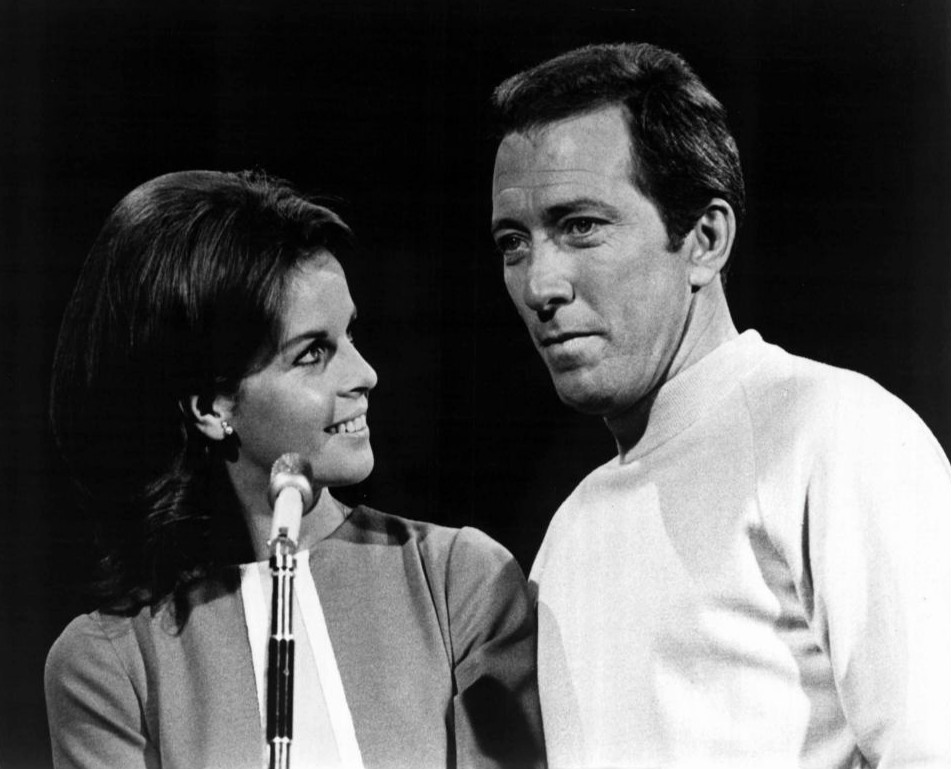
Claudine Longet con l'ex marito Andy Williams

Claudine Longet deve la sua notorietà al matrimonio (dal 1961 al 1974) con il cantante statunitense Andy Williams, incontrato quando era ballerina alle Folies Bergère a Las Vegas, e al ruolo di Michèle Monet nella commedia Hollywood Party (1968) di Blake Edwards, in cui recitò al fianco di Peter Sellers.
Nel 1972 si legò all'ex sciatore alpino statunitense Spider Sabich. La relazione si concluse tragicamente il 21 marzo 1976, ad Aspen, in Colorado, quando Sabich venne ucciso dalla stessa Longet, con un colpo di pistola che la magistratura giudicò come colposo. Nel 1977 l'attrice scontò trenta giorni di carcere per negligenza e da allora non è più ricomparsa sulle scene cinematografiche e televisive, tranne in rare occasioni per promozioni discografiche.

## Filmografia parziale

### Cinema
- Marinai, topless e guai (McHale's Navy), regia di Edward Montagne (1964)
- Hollywood Party (The Party), regia di Blake Edwards (1968)
- Massacre Harbor, regia di John Peyser (1968)

### Televisione
- Mr. Novak – serie TV, episodio 2x20 (1965)
- I giorni di Bryan (Run for Your Life) – serie TV, episodi 1x30-2x30 (1966-1967)
- Gli eroi di Hogan (Hogan's Heroes) – serie TV, episodio 1x20 (1966)
- Le strade di San Francisco (The Streets of San Francisco) – serie TV, episodio 1x16 (1973)

## Discografia parziale

### Album in studio
- 1967 - Claudine
- 1967 - The Look of Love
- 1968 - Love Is Blue
- 1969 - Colours
- 1970 - Run Wild, Run Free
- 1971 - We've Only Just Begun
- 1972 - Let's Spend the Night Together
- 1978 - Claudine Longet Sings The Beatles

### Raccolte
- 1993 - Sugar Me
- 2000 - The Very Best of Claudine Longet
- 2003 - Cuddle Up with Claudine Longet
- 2005 - Hello Hello: The Best of Claudine Longet

### Singoli
- 'Love is Blue'
- 'Hello Hello'